# Heta (cycloon)
Heta was een tropische cycloon in 2003-2004 met een kracht van een orkaan van categorie 5. De cycloon richtte schade aan op de eilanden Tonga, Niue en Amerikaans-Samoa.

## Verloop

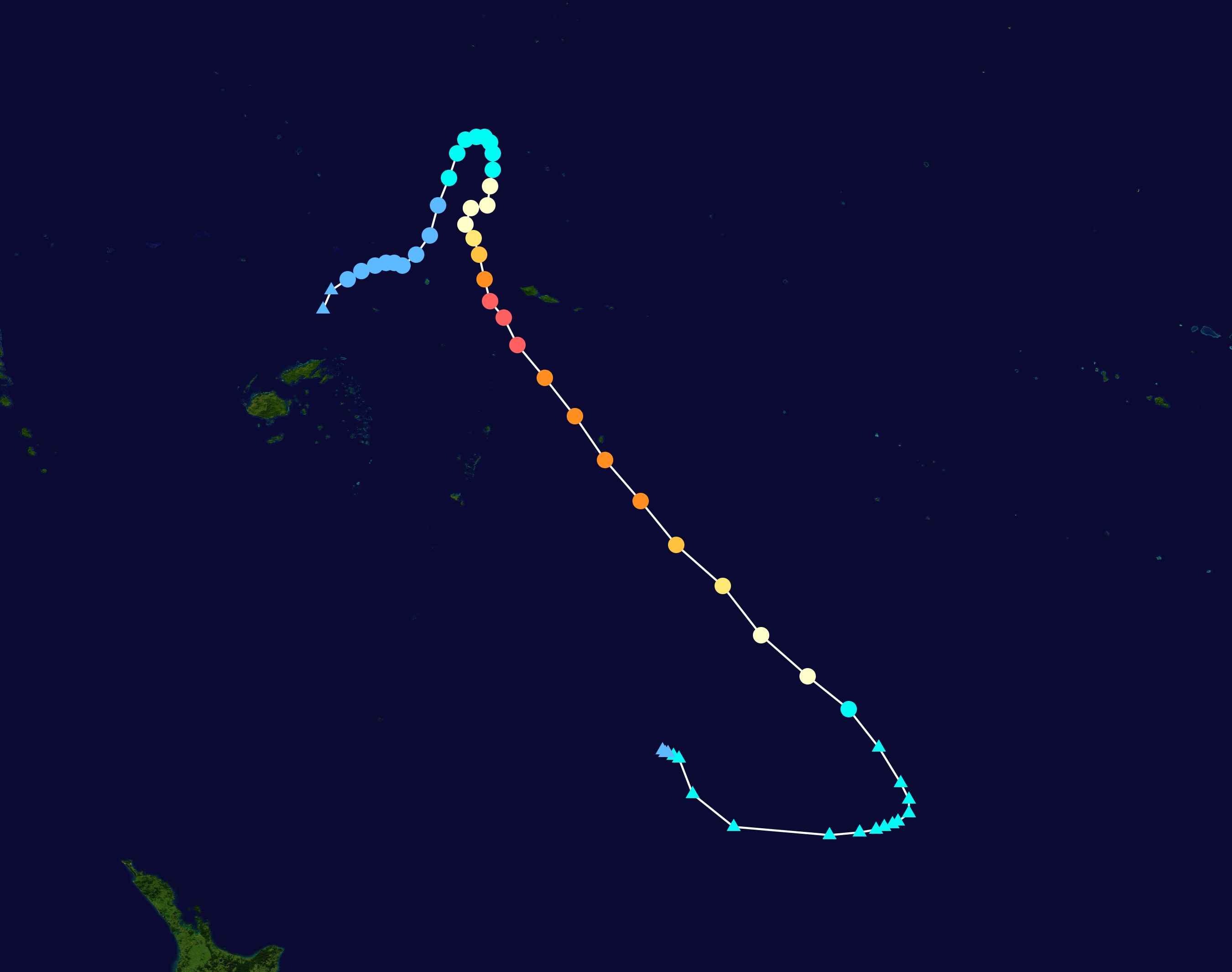

Op 25 december 2003 meldde het Fiji meteorologisch centrum het ontstaan van een tropische depressie ongeveer halfweg tussen Fiji en Rotuma.